# Khomedeh
Khomedeh (persiska: خمده) är en ort i Iran.   Den ligger i provinsen Teheran, i den centrala delen av landet, 110 km öster om huvudstaden Teheran. Khomedeh ligger 1 744 meter över havet och antalet invånare är 255.
Terrängen runt Khomedeh är huvudsakligen kuperad. Khomedeh ligger nere i en dal.Runt Khomedeh är det ganska glesbefolkat, med 23 invånare per kvadratkilometer. Närmaste större samhälle är Fīrūzkūh, 12,5 km nordost om Khomedeh. Trakten runt Khomedeh består i huvudsak av gräsmarker.